# Sportåret 1785

## Händelser

### Boxning

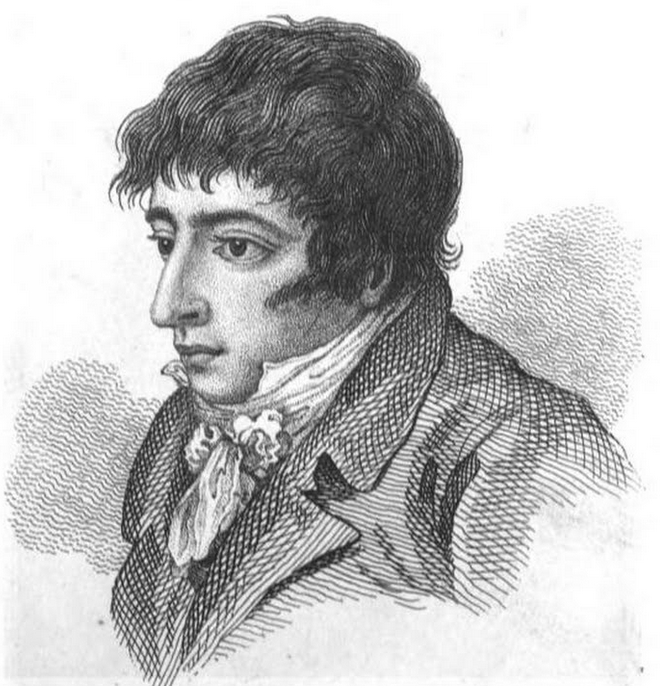
Daniel Mendoza.

- 7 juni – Bill Harvey besegrar Harry Sellers i Ash Fields. Matchen varar i 20 minuter.[1]

- Okänt datum – Daniel Mendoza besegrar William Nelson i London. Matchen varar i en timme och 15 minuter.[2]

### Cricket
- Okänt datum – Berkshire CCC vinner County Championship (en inofficiell titel fram till 1890, då de första officiella mästarna koras).